# Хіроя Масуда
Хіроя Масуда (яп. 増田 寛也; нар. 20 грудня 1951, Токіо) — безпартійний японський політик, міністр внутрішніх справ і комунікацій з 2007 по 2008 рр.

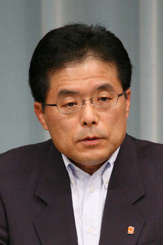
Хіроя Масуда

Масуда закінчив Токійський університет, працював у Міністерстві будівництва. З 1995 по 2007 рр. він був губернатором префектури Івате.
У 2016 р. — кандидат на посаду губернатора Токіо.